# Kyōko Hasegawa
Kyōko Hasegawa (長谷川 京子, Hasegawa Kyōko, Chiba,  22 de julho de 1978) é uma modelo e atriz japonesa. Ela é casada com Haruichi Shindō, um dos membros da banda de rock japonês Porno Graffitti.
Em 30 de maio de 2009 ela deu à luz um menino. Em 25 de janeiro de 2012, nasceu seu segundo filho, uma menina.

## Trabalhos

### Televisão
- Big Money! (2001)
- Sutaa no Koi (2001)
- Pretty Girls (2002)
- Kowloon de Aimashō (2002)
- Kanojotachi no Kurisumasu (2002)
- Itsumo futari de (2003)
- Boku dake no Madonna (2003)
- Wonderful Life (2004)
- Three Extremes (2004)
- Fuyu no Undōkai (2005)
- M no Higeki (2005)
- Dragon Zakura (2005)
- Female (2005)
- Sanae Oishii puropōzu (2006)
- Kōmyō ga Tsuji (2006)
- Karei naru Ichizoku (2007)
- Scandal (2008)
- Rain Fall (2009)
- Angel Bank as Ino Mamako (2010)
- Boss 2 (2011)
- Ranma 1/2 (2011)
- Yae no Sakura (2013)
- Haitatsu Saretai Watashitachi (2013)
- Oh,My Dad!! (2013)
- Saigo Kara Nibanme no Koi (2014)
- Petero no Sōretsu (2014)
- Mother Game: Kanojotachi no Kaikyū (2015)[4]
- Innocent Days (2018)
- Bakabon no Papa yori Baka na Papa (2018)

### Filmes
- Three...Extremes (2004)
- Female (2005)
- Jiyuu renai (2005)
- Taitei no ken (2006)
- Ai no Rukeichi (2007)
- Rain Fall (2009)[5]
- Sakurada Mongai no Hen (2010)[6]
- Black Widow Business (2016)
- And Then There Was Light (2017)
- You Shine in the Moonlit Night (2019)

### Revistas
- CanCam, Shogakukan 1982-, como modelo exclusiva de 1997 a 2002

### Photobooks
- Kyōfū (Março de 2001, Wani Books) ISBN 4847026497[7]
- Ariko Inaoka e Takay, Key of Life (5 de setembro de 2003, Penguin Shobō) ISBN 4901978098[8]